# Chitonoidea persica
Chitonoidea persica es una especie de coleóptero de la familia Oedemeridae.

## Distribución geográfica
Habita en Irán.